# Šehzade Mehmed (syn Sulejmana I.)
Šehzade Mehmed (31. říjen 1521 Istanbul – 7. listopad 1543 Manisa; osmansky: شاهزاده محمد) byl osmanský princ, syn sultána Sulejmana Nádherného a jeho manželky Hürrem Sultan. Působil jako guvernér Manisy.

## Životopis
Podle historiků měl Mehmed velmi rád svého staršího nevlastního bratra Mustafu (jeho matka byla Mahidevran Sultan). Vzhlížel k němu a bral ho jako svůj vzor; měli vždy dobrý vztah. Šehzade Mehmed se poprvé účastnil tažení se svým otcem v šestnácti letech v bitvě u Ostřihomi (Esztergom) v Uhersku.
V červnu 1541 on a Selim znovu doprovázeli svého otce na jeho tažení do Budína.
Zemřel na pravé neštovice v roce 1543.
Mehmedova manželka byla Esmehan Baharnaz Sultan a měli spolu jednu dceru Hümaşah Sultan.